# Кривилёв, Александр Владимирович
Алекса́ндр Влади́мирович Кривилёв (род. 1 декабря 1975) — российский учёный в области авиационной техники, доктор технических наук, профессор РАН с 2016 г. 

## Образование, становление
Окончил Московский авиационный институт (МАИ) (1992—1998 гг., специальность «Интегрированные системы ЛА»), его аспирантуру (2002) и докторантуру (2013).
Диссертации:
- Цифровая система управления мехатронного модуля с трехфазным бесконтактным двигателем постоянного тока : автореферат дис. ... кандидата технических наук : 05.09.03 / Моск. гос. авиац. ин-т. - Москва, 2002. - 26 с. Электротехнические комплексы и системы
- Разработка и реализация на ПЛИС энергоэффективных способов импульсного управления системами "усилитель мощности - электродвигатель" на основе методов автоматизированного проектирования : автореферат дис. ... доктора технических наук : 05.09.03 / Кривилёв Александр Владимирович; [Место защиты: Моск. гос. авиац. ин-т]. - Москва, 2013. - 39 с.  Электротехнические комплексы и системы -- Энергетика -- Электроэнергетика. Электротехника -- Электрические машины и аппараты -- Электрические машины -- Электрические двигатели -- Автоматизация. Управление  электрические двигатели - импульсное управление

## Профессиональная деятельность
Работает в МАИ — директор 7 института «Роботехнические и интеллектуальные системы» 
И.о. заведующего кафедрой 702 «Системы приводов ЛА», профессор. Преподаваемые дисциплины: информатика, аналоговые, дискретные и микропроцессорные устройства.
Доктор физико-математических наук (2013), профессор РАН (2016).

## Основные научные труды
Монография
- Автор книги «Основы компьютерной информатики с использованием системы MATLAB» (2005). ISBN 5-94558-013-9

Некоторые статьи
- Автоматизированный метод синтеза управляющих булевых функций мехатронного модуля привода с двигателем постоянного тока (2009)
- Автоматизированный метод анализа управляющего слова мехатронного модуля привода с двигателем постоянного тока (2009)
- Исследование мехатронного модуля привода с трёхфазным вентильным двигателем при 180-градусном управлении (2012)

Патент
- Пат. 2438158 РФ, мпк G05D13/62. Способ цифрового управления угловой скоростью трехфазного вентильного двигателя с учетом знака противо-эдс. Приоритет 10.09.2010. Авторы: Сергей Гагарин, Александр Кривилёв, Алла Ситникова.